# Quilombo Cachoeira Porteira
Cachoeira Porteira é uma comunidade quilombola localizada no município de Oriximiná, Pará. A titularidade do seu território foi parcialmente regularizada (cerca de 225 mil hectares) em 28 de fevereiro de 2018, pelo Instituto de Terras do Pará (Iterpa).

## Localização
Cachoeira Porteira está situada no entorno da desembocadura do rio Mapuera no rio Trombetas, distante em linha reta cerca de 150 km da sede do município, 954 km da capital do estado e 400 km de Manaus. A região abrange áreas de terra firme e ilhas, usadas para caça, pesca, extrativismo de produtos florestais (como a castanha-do-pará) e agricultura. A localização é estratégica, e já a partir do início do século XIX, permitiu aos escravizados que fugiam das plantações, se organizar e resistir ao assédio da sociedade escravista, que os via como uma ameaça direta à sua existência.:
| “ | A ocupação do rio Trombetas pelos "quilombolas" foi dinâmica e extensiva. Tais viagens nos permitem observar a diversidade de "colocações". Os "quilombolas" "perambulavam" entre os rios Trombetas, Erepecuru, Mapuera e Cachorro. Além de outros rios menores como o Turuna e Caspacoro/Caxipacoré. Com tais deslocamentos, espraiavam seus domínios e conhecimentos da região. | ” |

Em 2012, grande parte da comunidade se organizava ao longo de uma estrada de barro, um trecho do que seria a BR-163, dividida nos setores Morro, Beira e Buraco. Todas as casas possuem quintais, onde são plantadas árvores frutíferas, temperos e ervas.

## Toponímia

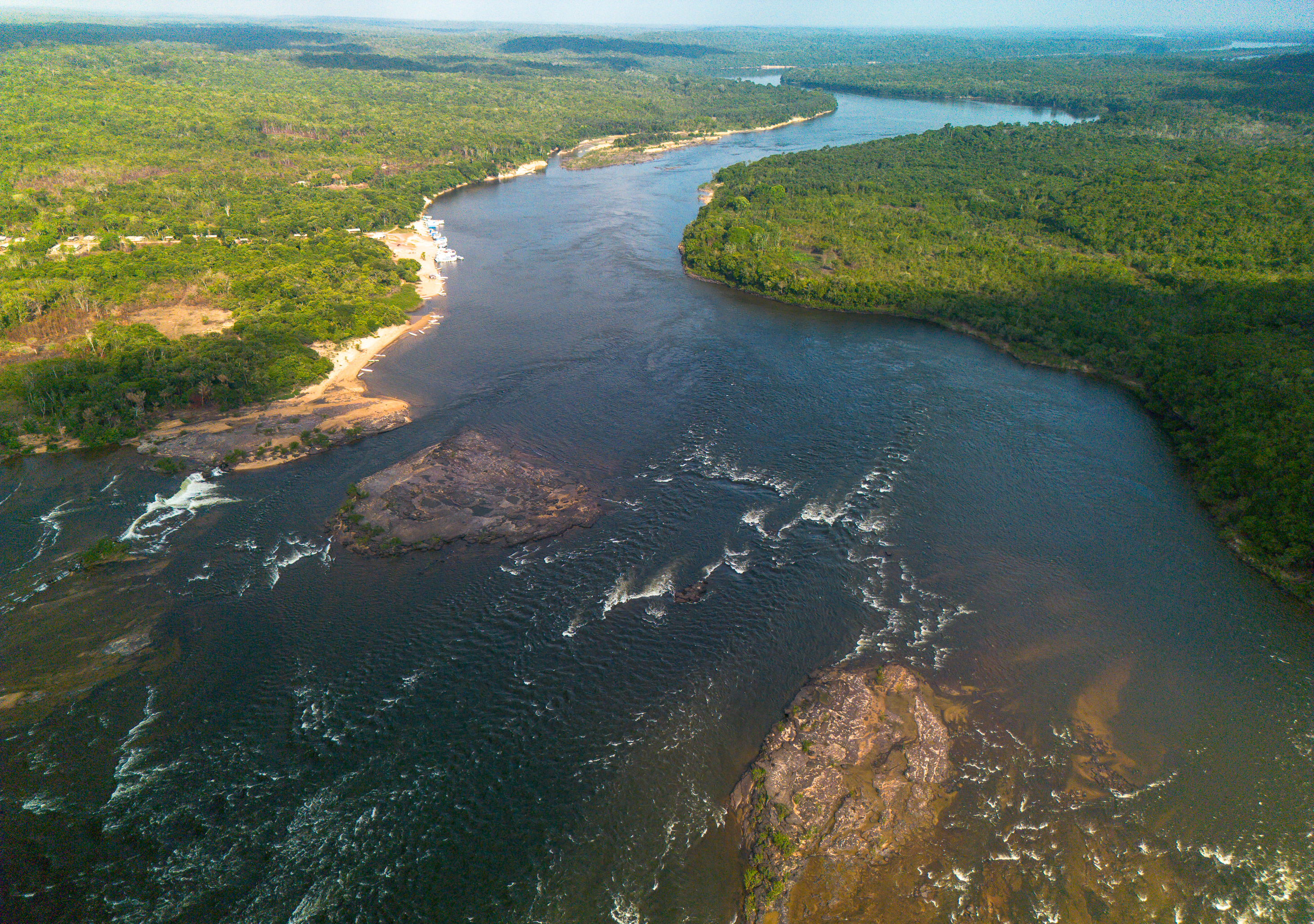
As águas da liberdade.

A Cachoeira Porteira, a primeira do rio Trombetas, recebeu este nome porque era vista pelo quilombolas literalmente como uma porteira, "que dificultava a subida dos ex-senhores e das forças militares". E também:
| “ | Designado como um "núcleo" dos "mocambeiros", Porteira foi o nome utilizado para marcar o "mundo", como se fosse possível dividi-lo em dois. O primeiro, o mundo escravista abaixo da cachoeira, no "rio morto", o segundo, a liberdade, acima da cachoeira, nas "águas bravas", trecho encachoeirado do rio. | ” |

Em 1866, a mesma cachoeira recebeu o nome de São Miguel Arcanjo pelo frei franciscano Carmello Mazzarino, em homenagem à luta dos religiosos contra o paganismo.

## História
Na Amazônia, escravizados (principalmente da etnia bantu) foram trazidos a partir da segunda metade do século XVIII, para servir na agropecuária, particularmente em fazendas de cacau e gado nas regiões de Óbidos e Santarém, na região do Salgado, e na ilha de Marajó. As fugas para a floresta começaram quase que imediatamente, e já em 1812 há registros de expedições punitivas para destruir quilombos, com os sobreviventes sendo recapturados ou se internando cada vez mais para dentro da mata - o caso dos fundadores de Cachoeira Porteira.

### Em fuga
O processo de fuga, fosse individual ou coletivo, geralmente ocorria em períodos de festa e no caso da Amazônia, especificamente na época das cheias, facilitando o deslocamento pelos rios. Os escravizados partiam pelo rio, à noite, subindo os afluentes da margem esquerda do Amazonas, acima das corredeiras e cachoeiras, as "águas bravas", para interpor obstáculos entre eles e seus perseguidores.
Conforme destaca o jornal "Baixo Amazonas", de 8 de janeiro de 1876:
| “ | Convém também dizer à autoridade de que de janeiro a maio em que enche o Amazonas, é o tempo que os escravos julgam mais apropriado para fugirem. Neste tempo o trânsito, que é todo fluvial, facilita-lhes poderem navegar por atalhos que conhecem ou por onde são conduzidos, sem o receio de serem agarrados; por este tempo que é o em que se faz a colheita das castanhas. | ” |

As fugas tornaram-se tão frequentes e numerosas, que o mesmo jornal alerta em seu editorial de 8 de janeiro de 1876:
| “ | Todos os dias registra-se uma muitas fugas de escravos, e de vez em quanto uma leva de dez, doze, vinte e até trinta escravos. Todos os anos se repetem estas cenas e não vemos remédio para isso, ou meio para que possa impedir, sem que a ação da autoridade se pronuncie. Se continuar a fuga de escravos em tão larga escala e com tanto desembaraço em pouco tempo os rios Trombetas e Curuá, terão concentrado em si todo o pessoal escravo do Amazonas e lugares adjacentes. | ” |

Percebe-se que, embora fossem um problema para os senhores de escravos, os quais pressionavam as autoridades para que recuperassem a sua "propriedade", a existência dos quilombos era essencial para abastecer o comércio local com produtos da floresta, bem como com os excedentes de farinha de mandioca e fumo, que plantavam em suas comunidades. Assim, a pressão de um lado era contrabalançada pela outra, dentro da sociedade escravagista; isto levou ao fim das expedições punitivas ainda na década de 1860.

### Vida no mocambo
As comunidades criadas pelos quilombolas e que escaparam às expedições punitivas do poder público (ou privado), eram construídas no alto das margens, fora do alcance das enchentes e ocultas de quem passasse pelos rios. Segundo relato de frei Mazzarino, que esteve nos mocambos de Colônia e Campiche em 1866, as casas eram "pequenas palhoças feitas de quatro esteios, cobertas de palha, abertas, com um girao, uma espécie de tecto feito de achas do tipo das palmeiras, sobre o qual dormem em redes, presas aos caibros da coberta". O mesmo tipo de habitação foi encontrada ainda em 1899 pela geógrafa francesa Octavie Coudreau, "composta por duas peças, uma para conversar, por que tem alguém mais conversador que um negro mocambeiro? E outra para dormir".
Em 1934, o modelo ainda era utilizado na região, como registrou o fotógrafo da 1a Comissão Demarcadora de Limites de Fronteiras: "uma construção feita de madeira, tipo paliçada amarrada com cipó, que deve ser o timbó titica, o mais usado e tido por resistente na região, e coberta de palha. Vê-se, neste caso, a área que corresponde à cozinha, o espaço mais público da casa. É onde se recebem as visitas, toma-se o café e, como não pode deixar de ser, conversa-se".
Ao chegar às terras além da Porteira, os quilombolas a princípio se alimentavam do que estava disponível na floresta e no rio (massa de babaçu e uricuri como farinha, peixes, tartarugas, tracajá, paca, anta, macaco-guariba e outros animais comestíveis). Da floresta também extraíam produtos naturais como castanha-do-pará, cumaru, salsaparrilha, óleo de copaíba, de andiroba e pequiá, que serviam de moeda de troca com os "regatões", comerciantes que subiam o rio levando bens de consumo. Em seguida, começaram a fazer seus roçados (batata-doce, mandioca, quiabo, melancia, maxixe etc). Um mocambeiro conta a forma como as mudas eram transportadas até o local do quilombo: enroladas antes da fuga, nos cabelos grandes das mulheres.
Em termos de organização social, as primeiras expedições punitivas enviadas para destruir os quilombos do Trombetas no início do século XIX, narram a existência de um "rei Athanázio", que governaria de forma despótica toda a região, inclusive nomeando "delegados e subdelegados", numa adaptação dos modelos administrativos que haviam conhecido nos povoados dos quais haviam fugido. Relatos posteriores, de fins do século XIX, não reconhecem que tal governo tenha existido, mas sim que "procurando eles a liberdade, não se sujeitavam a poder algum, que cada um governa a sua família, e que como o proveito era comum viviam na maior união sem que até o presente tivesse havido um só caso de homicídio".
Embora tenha desaparecido a figura do rei como figura de autoridade (fosse ou não despótica), o fato é que ainda hoje nas manifestações culturais dos quilombolas, como o "aiuê" e o "cordão de marambiré", a sua representação continua a ser incorporada pelo Rei de Congo, com sua corte de rainhas auxiliares, valsares e contramestre.

## Os katxuyanas
A localização privilegiada da Cachoeira Porteira não atraiu somente os quilombolas, mas indígenas da etnia katxuyana, que fugiam de confrontos com os homens brancos no baixo Amazonas. A partir do século XIX, os contatos entre quilombolas e katxuyanas se intensificaram, inicialmente não de forma pacífica, pois basicamente exploravam os recursos naturais da mesma área. A convivência, contudo, aos poucos foi se pacificando, ao ponto de firmarem parcerias para o comércio de castanha-do-pará e balata, bem como intercâmbio (rapto, a princípio) de mulheres.
A proximidade com os quilombolas (chamados de mekoro pelos indígenas) também disseminou doenças para os quais os katxuyanas não possuíam defesas naturais, o que quase os levou à quase extinção no século XX; na década de 1950, a etnia estava reduzida a menos de 70 pessoas. Em fins da década de 1960, a maior parte dos sobreviventes aceitou uma oferta de missionários franciscanos, e foram realocados pela Força Aérea Brasileira na Missão Tiriyó no Parque do Tumucumaque. Os dois grupos, contudo, não se misturaram, e os katxuyanas construíram suas casas na periferia da aldeia, planejando um retorno à região do rio Cachorro. Isto, contudo, só ocorreria quarenta anos depois.
Em 2004, os katxuyanas refundaram sua primeira aldeia em Oriximiná, às margens do rio Cachorro, a Santidade (Waraha Hatxa). Em 2008, parte dos residentes de Santidade fundaram a aldeia Chapéu, à jusante de Santidade. Em 2009, os kahyanas (aparentados dos katxuyanas) fundaram a aldeia Kaspakuru (ou Visina), entre os rios Kaspakuru e Trombetas. Paralelamente, os grupos retornados, com apoio dos quilombolas da Porteira, começaram a pressionar a Funai pela demarcação das suas terras, o que acabou ocorrendo em outubro de 2015, com a titulação da Terra Indígena Katxuyana-Tunayana.

## Luta pela terra
A luta dos quilombolas em defesa da terra que ocupam a gerações, teve uma nova fase iniciada em 1979, quando a ditadura militar criou a Reserva Biológica do Rio Trombetas e expulsou com violência várias famílias da região. Mesmo na vigência do artigo 68 da Constituição de 1988, em dezembro de 1989 o governo Sarney criou a Floresta Nacional (Flona) Saracá-Taquera; as duas Unidades de Conservação se sobrepunham às terras quilombolas de Alto Trombetas I e II.
Em 2006, o governo do Pará criou a Floresta Estadual Trombetas e a Floresta Estadual de Faro, sobrepostas aos territórios quilombolas de Ariramba e Cachoeira Porteira. Pressionado, o governo estadual assumiu o compromisso de rever os limites das Florestas Estaduais (Flota) e excluir as duas comunidades dos seus limites. Após um longo processo de tramitação legislativo, em fevereiro de 2018 foi titulada a Terra Quilombola Cachoeira Porteira, e em março, a Terra Quilombola Ariramba.
Na esfera federal, o ICMBio e o Ministério do Meio Ambiente criaram obstáculos para a titulação das terras quilombolas. Uma tentativa de conciliação iniciada junto à Advocacia Geral da União em 2007, foi encerrada em 2015 sem acordo. Nesse ínterim, a Flona Saracá-Taquera foi explorada comercialmente para extração de madeira e minério. Em 2013, a Mineração Rio do Norte recebeu autorização do Ibama para extrair bauxita do platô Monte Branco, situado parcialmente em terras quilombolas sobrepostas à Flona.
Em 2015, o Tribunal Regional Federal da 1ª Região (Santarém) deu um prazo de dois anos para que o governo federal concluísse o processo de titulação das terras ocupadas pelas comunidades quilombolas. O Incra foi então acionado para realizar a identificação e demarcação dos territórios, tendo publicado seus relatórios em 2017. Por fim, em 2018 as portarias de reconhecimento foram publicadas.
Anos depois, o ICMBio assinou termos de compromisso com as associações quilombolas, pelo uso compartilhado das partes da Reserva Biológica do Rio Trombetas sobrepostas ao território daqueles. O termo com a Associação das Comunidades Remanescentes de Quilombo do Alto Trombetas II foi assinado em 2022, e com a Associação Mãe Domingas, em 2024.

## Turismo
Em 2023, lideranças e residentes do Território Quilombola Cachoeira Porteira foram convidados pelo Ministério Público Federal (MPF) a opinar sobre o processo de exploração turística sustentável na localidade. O convite partiu após o MPF constatar que não quilombolas estavam invadindo e explorando ilegalmente o turismo na Terra Indígena Kaxuyana-Tunayana, o que motivou ações do Ministério Público e o fechamento de uma pousada. Como alternativa, o MPF sugeriu que a comunidade assumisse a exploração coletiva da atividade turística, a qual traria as seguintes vantagens:
- Turismo de base comunitária deixa o lucro na própria comunidade, bem como garante a autonomia dos locais no planejamento das atividades, efetuadas de modo a não interferir com a vida comunitária;[14]
- Valorização cultural com o fortalecimento da identidade comunitária;[14]
- Tomada de decisões colegiada, solidária, e em prol da comunidade;[14]
- Redução de efeitos negativos das atividades turísticas, que usualmente só visam o lucro;[14]
- Transparência nos resultados das atividades.[14]

Segundo destacou o procurador da República Gustavo Kenner Alcântara, é a própria legislação quem exige que os territórios tradicionais só possam ser explorados pelos que nele habitam, de forma sustentável e sem que haja uma privatização do meio ambiente.
Deve ser notado que, desde 2014, a comunidade patrocina atividades de pesca esportiva e mantém uma pousada às margens do rio Trombetas, em associação com empresários. É dito numa reportagem da TV Globo, que apenas residentes de Cachoeira Porteira podem trabalhar nela, e que, em 2020, 75% dos moradores estariam envolvidos com o turismo de pesca.